# لاهیتاس (تگزاس)
لاهیتاس، تگزاس(به انگلیسی: Lajitas, Texas) شهری در ایالت تگزاس از ایالات جنوبی ایالات متحده آمریکا است.